# Hôtel King David
Pour les articles homonymes, voir David.
L'hôtel King David de Jérusalem est construit en grès rose des carrières de Hébron et est considéré comme un des meilleurs hôtels d'Israël. Ouvert en 1931, il a été gravement endommagé en 1946 par un attentat meurtrier de l'Irgoun. Reconstruit et rénové, il fait partie des hôtels de luxe d'Israël.

## Sa construction
En 1929, la famille Mosseri, des Juifs égyptiens, ainsi que la famille Goldschmidt, des Juifs originaires d'Allemagne, décident de construire à Jérusalem un hôtel de luxe au standard occidental, mais gardant un certain charme oriental pour les voyageurs fortunés et les diplomates. Elles acquièrent un terrain sur le chemin de Julien qui deviendra plus tard la rue du Roi David (King David Street). 
Elles font appel à des architectes suisses, Emil Vogt pour le bâtiment et J.P. Hoffschmidt pour l'aménagement intérieur. 
Le bâtiment possède quatre étages de chambres au-dessus de la réception, et deux étages en sous-sol. 
L'hôtel, de forme rectangulaire avec une balustrade crénelée encerclant le toit plat, rappelle les murs de la Vieille ville visible de l'hôtel. L'intérieur doit « évoquer de façon nostalgique l'ambiance de la glorieuse période du Roi David. » Le rez-de-chaussée avec un plafond très haut est décoré de couleurs et de motifs copiés des fouilles des palais de Ninive et de Babylone. Le sol est en marbre à deux couleurs qui rappelle les anciens palais. Même les colonnes dans la réception sont conçues dans le même style et parées de couronnes de style assyrien, hittite et phénicien. Les murs des chambres du premier étage sont décorés de motifs de grenades, de feuilles de vigne et d'étoiles de David. 
L'hôtel ouvre en 1931 et reçoit de nombreuses têtes couronnées telles que l'impératrice douairière de Perse, la reine-mère Nazli d'Égypte et le roi Abdallah Ier de Jordanie. Il sert d'asile à trois monarques déchus ayant réussi à quitter leur pays : Alphonse XIII d'Espagne, forcé d'abdiquer en 1931, l'empereur Hailé Sélassié Ier d'Éthiopie, fuyant les troupes italiennes en 1936 et le roi Georges II de Grèce qui établit son gouvernement en exil à l'hôtel après avoir fui l'occupation de son pays par les nazis. 
La période de la Seconde Guerre mondiale est très difficile pour l'hôtel avec une baisse très importante de l'activité. Le Moyen-Orient est une zone de guerre.

## L'attentat de l'Irgoun du 22 juillet 1946
Pendant le mandat britannique sur la Palestine, la totalité de l'aile sud du bâtiment ainsi que deux étages du bâtiment central deviennent le centre administratif et militaire des autorités britanniques établies à Jérusalem. 
Le 22 juillet 1946, vers midi, des membres de l'organisation terroriste juive Irgoun, déguisés en Arabes, s'introduisent dans le sous-sol de cet hôtel, déposent les engins explosifs dissimulés dans des pseudo-jarres de lait et font sauter vers 12 h 30 l'aile sud de l'hôtel abritant le service britannique gérant la Palestine au vu du mandat reçu de la Société des Nations en 1922 (British Mandate Secretariat), le commandement militaire britannique en Palestine (Army Head quarters in Palestine) et la division de la police judiciaire britannique (Criminal Investigation Department) établis à Jérusalem.  
Le bilan est lourd : quatre-vingt-onze personnes sont tuées, qui étaient présentes à ce moment-là au sein de l'hôtel : 28 Britanniques, 41 Arabes, 17 Juifs et 5 nationaux d'autres pays . 46 personnes sont plus ou moins grièvement blessées. 
L'attaque a été coordonnée par Menahem Begin, le chef de l'Irgoun, qui deviendra plus tard ministre en 1967 puis premier ministre d'Israël à compter de 1977. L'attaque est dirigée par Yosef Avni et Yisrael Levi.

### Les raisons de l'attaque
L'attaque contre l'hôtel est l'attaque la plus sanglante contre les Britanniques durant toute la période de leur mandat. Cet attentat reflète une escalade de la violence dans la région et dans le conflit que se livrent les trois forces principales en Palestine : les Britanniques, les Juifs et les Arabes. 
En particulier, l'attaque est vue comme une riposte à l'opération Agatha du 29 juin 1946, pendant laquelle les Britanniques procèdent à des arrestations de masse, effectuent un raid dans les locaux de l'Agence juive et confisquent une quantité importante de documents confidentiels sur les activités de renseignements de l'Agence dans les pays arabes. Environ 2 500 Juifs de Palestine sont arrêtés. La plupart des documents saisis sont transférés pour être exploités par les services de police civile et militaire des Britanniques. Mais il semble que l'attaque ait été déjà programmée depuis le mois de février 1946.

### L'attaque
Mosche Sneh, chef du quartier général de la Haganah, envoie une lettre à Menahem Begin, le chef de l'Irgoun, avec des instructions. Le texte entre crochets est inséré uniquement pour clarifier certaines références. L'original de la lettre se trouve dans les archives de l'Institut Jabotinsky :

« - Dès que possible, vous devez effectuer l'opération au 'chick' [nom de code pour l'hôtel King David] et à la maison de 'votre serviteur et messie' [nom de code pour le bâtiment des frères David]. Informez-moi de la date. De préférence simultanément. Ne pas révéler l'identité de l'organisation responsable – ni en l'annonçant explicitement, ni par insinuation.
- Nous aussi, nous préparons quelque chose – nous vous informerons des détails en temps voulu.
- Exclure TA [Tel Aviv] de tous les plans d'actions. Nous avons tous intérêt à préserver TA – comme centre de la vie du Yichouv et le centre de nos propres activités. Si en raison d'une action, TA est immobilisée [c'est-à-dire : couvre-feu, arrestations], ceci nous paralysera dans la conduite de nos plans. Et d'autre part, les cibles importantes ne sont situées ici. Donc, TA est 'hors limites' pour les forces d'Israël. »

— 1.7.46. M. [Moshe Sneh]

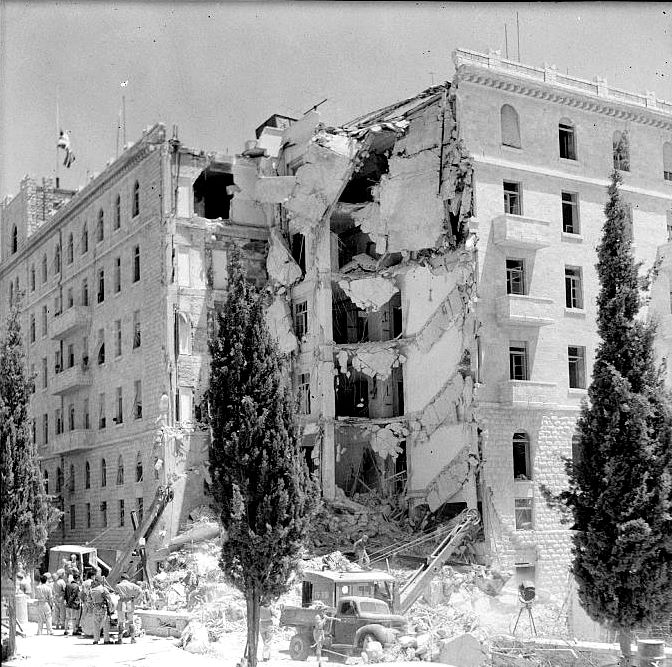
L'hôtel après l'attentat.

Malgré l'accord initial, des retards successifs et répétés sont imposés à la Haganah en fonction de la situation politique changeante. Les plans sont finalisés entre Amikhaï Feglin (Gidi), chef des opérations de l'Irgoun, et Itzhak Sadeh, commandant du Palmach (branche armée de la Haganah). Les détails et l'heure spécifique choisie pour l'attentat sont décidés afin de minimiser les victimes civiles. L'attaque est planifiée avant l'heure du repas, de façon qu'il n'y ait personne au rez-de-chaussée de la cafétéria qui était la partie de l'hôtel à détruire. Les rapports de l'Irgoun précisent de façon précise que toute la zone doit être évacuée.
D'après le plan prévu, les hommes de l'Irgoun, habillés en employés arabes de l'hôtel, portant les explosifs cachés dans des bidons de lait, entrent dans le bâtiment par le Café situé au rez-de-chaussée, et placent les explosifs en dessous de l'aile de l'hôtel où se trouvent les institutions britanniques. Finalement, l'attaque est décidée pour le 22 juillet à 11 heures du matin. L'attentat utilise environ 350 kg d'explosifs répartis en six charges. En raison d'un retard, l'opération ne commence qu'à 12 heures, et un échange de feu a lieu avec deux soldats britanniques suspicieux et qui cherchent à intervenir. Deux hommes de l'Irgoun sont blessés lors de ces tirs. Après avoir posé les bombes, les hommes de l'Irgoun s'échappent rapidement et font exploser une petite charge devant l'hôtel afin d'écarter les passants de la zone. Les travailleurs arabes des cuisines sont avertis et s'enfuient de l'hôtel. 

Avant l'attaque, un message d'avertissement est envoyé à la réception téléphonique de l'hôtel King David ainsi qu'au consulat de France et au journal The Palestine Post. Selon l'Irgoun, ce message est très clair et dit : 

« Je vous parle au nom de la lutte clandestine juive. Nous avons placé un engin explosif dans l'hôtel. Évacuez-le immédiatement – vous avez été avertis. »

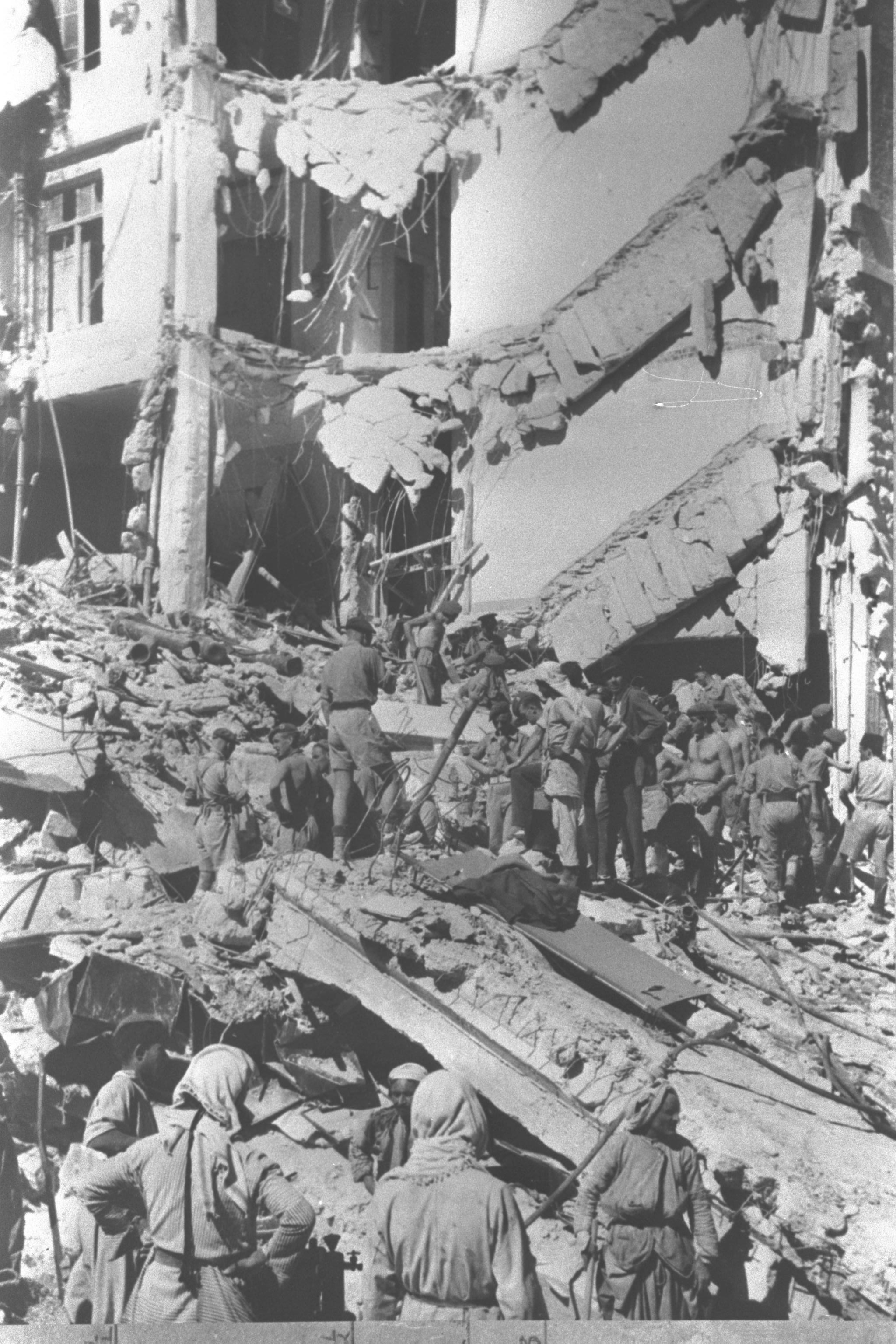
Une équipe de secours sur les ruines, 22 juillet 1946.

Les représentants de l'Irgoun ont toujours soutenu que l'avertissement a été donné bien à l'avance de façon à laisser suffisamment de temps pour évacuer l'hôtel. Menahem Begin écrit que le message téléphonique a été délivré 25-27 minutes avant l'explosion. Les autorités britanniques nient pendant de nombreuses années avoir été prévenues, mais un rapport interne de la police britannique daté des années 1970, prouve que l'avertissement a bien été reçu mais n'a été transmis à l'officier responsable que quelques instants avant l'explosion (Bethel). Selon Begin, l'officier britannique a été averti de l'attentat mais il a refusé l'évacuation du bâtiment car, aurait-il dit : « Nous ne recevons pas nos ordres des Juifs. » De même, selon l'historien Shmuel Katz, dans son livre Days of Fire (« Jour de feu »), « la radio de la Haganah a diffusé un rapport relatant que le secrétaire général de l'administration britannique Sir John Shaw (en) aurait dit à la réception du message d'avertissement « Ici, c'est moi qui donne des ordres. Je ne reçois pas d'ordres des Juifs », et il aurait insisté pour que personne ne quitte le bâtiment. » Katz reconnaît que cette version est difficilement vérifiable car la plupart des proches collaborateurs de Shaw ont été tués lors de l'explosion alors que lui-même s'en est sorti indemne. Curieusement, un mois plus tard, Sir John Shaw est muté hors de Palestine. Il est plus que vraisemblable que les Britanniques n'ont pas pris la menace au sérieux, car ils ne pensaient pas que l'Irgoun serait capable d'infiltrer leur quartier général aussi bien gardé mais qui avait tout de même des failles au niveau de la sécurité : l'entrée de service de l'hôtel était non surveillée, ni filtrée par aucun policier ou militaire britannique.  
Le consulat général de France, après avoir reçu l'appel anonyme par téléphone, ouvre immédiatement ses fenêtres par crainte du souffle de l'explosion, le bâtiment français étant très proche de l'hôtel King David . 
Il est également à noter  que l'opérateur du Palestine Post appelle la police dès réception de l'avertissement. Quand l'explosion se produit, de nombreux reporters sont déjà sur place en raison de la divulgation de l'avertissement.

### Réponse à l'attaque
Le Premier ministre britannique Clement Attlee commente l'attaque à la Chambre des communes : 

« Les honorables membres du Parlement ont appris avec horreur le crime brutal et meurtrier commis hier à Jérusalem. De toutes les atrocités qui se sont produites en Palestine, et il y en a eu beaucoup et des horribles lors de ces derniers mois, celle-ci est la pire. Par cet acte de terrorisme démentiel, 93 personnes innocentes ont été tuées ou sont portées disparues dans les ruines. Les derniers chiffres font état de 41 tués, de 52 disparus et de 53 blessés. Je ne possède pas d'autres informations que ce que contient le rapport officiel suivant reçu de Jérusalem :

Il apparaît qu'après avoir fait exploser une petite bombe dans la rue, vraisemblablement pour faire diversion – et qui n'a pas fait de dommage – un camion a pénétré par l'entrée de service de l'hôtel King David et ses occupants, après avoir neutralisé les employés avec des armes, sont entrés dans les cuisines en portant des bidons de lait. À cet instant, ils ont tiré sur un soldat britannique qui tentait d'intervenir et l'ont blessé sérieusement. Toutes les informations disponibles actuellement confirment qu'ils étaient juifs. Ils ont déposé leurs bombes quelque part dans le sous-sol de l'hôtel, et celles-ci ont explosé peu de temps après. Il apparaît qu'ils avaient bien préparé leur fuite.

Tous les efforts sont faits pour identifier et arrêter les auteurs de ce crime. Le travail de déblaiement des débris, qui a commencé immédiatement se poursuit encore. L'identité des victimes nous est envoyée par télégramme dès que des informations précises sont disponibles. La Chambre des communes voudra exprimer toute sa profonde sympathie aux parents de ceux qui ont été tués ou blessés dans ce lâche attentat. »

— Débats de la Chambre des communes, Hansard 425:1877-78 (23 juillet 1946)
Le secrétaire général du gouvernement de Palestine, Sir John Shaw, déclare à la radio :

« En tant que responsable du Secrétariat, la majorité des morts et des blessés faisait partie de mon équipe, et je connaissais une grande partie d'entre eux personnellement depuis onze ans. Ils étaient plus que des collègues de travail. Britanniques, Arabes, Juifs, Grecs, Arméniens, officiers supérieurs, policiers, mon ordonnance, mon chauffeur, coursiers, gardes, hommes et femmes — jeunes et vieux — ils étaient mes amis. »

Les responsables de la communauté juive condamnent publiquement cette attaque. L'Agence juive exprime « son sentiment d'horreur pour cet acte sans précédent commis par une bande de criminels. » En fait, l'Irgoun a agi, conformément aux instructions données par Moshe Sneh citées ci-dessus. Richard Crossman, membre du parlement britannique, a raconté par la suite que dans une discussion privée qu'il avait eu avec Chaim Weizmann, futur président de l'État d'Israël, peu de temps après l'attaque, celui-ci lui a donné une réponse différente de celle qu'il fera publiquement concernant l'attentat. Weizmann aurait dit en pleurant qu'il était fier de « nos gars », et que si seulement cela avait été le quartier général allemand, ils auraient reçu la Croix de Victoria.
L'Irgoun fit paraître un premier communiqué, acceptant la responsabilité de l'attaque, mais rejetant la responsabilité des morts sur les Britanniques en raison de leur absence de réaction à la réception de l'avertissement et déplorant les victimes juives. Un an plus tard, le 22 juillet 1947, l'Irgoun publie une autre déclaration disant qu'ils ont agi sur instructions d'une lettre du quartier général de la Résistance Unie, demandant d'effectuer le plus rapidement possible une attaque sur le centre de gouvernement britannique à l'hôtel King David. 
Menahem Begin s'est dit très attristé et en colère contre les Britanniques qui n'ont pas évacué l'hôtel, entraînant ainsi un grand nombre de victimes, ce qui était contraire à la politique de l'Irgoun. Un des morts juifs, Julius Jacobs, était partisan de l'Irgoun. 
Le commandant de l'armée britannique en Palestine, le général Sir Evelyn Barker, dans un ordre écrit seulement quelques minutes après l'attentat, ordonne que « tous les lieux juifs de divertissement, les cafés, les restaurants, les magasins et les résidences privées » soient « interdits à tous les militaires ». Il conclut : « J'estime que ces mesures infligeront quelques épreuves aux troupes, mais je suis certain que si mes raisons sont clairement expliquées, ils comprendront leur justesse et ils puniront les Juifs d'une façon que leur race n'aime pas en s'attaquant à leur portefeuille et en montrant notre mépris à leur égard. » L'ordre est annulé deux semaines plus tard en raison de son caractère antisémite.

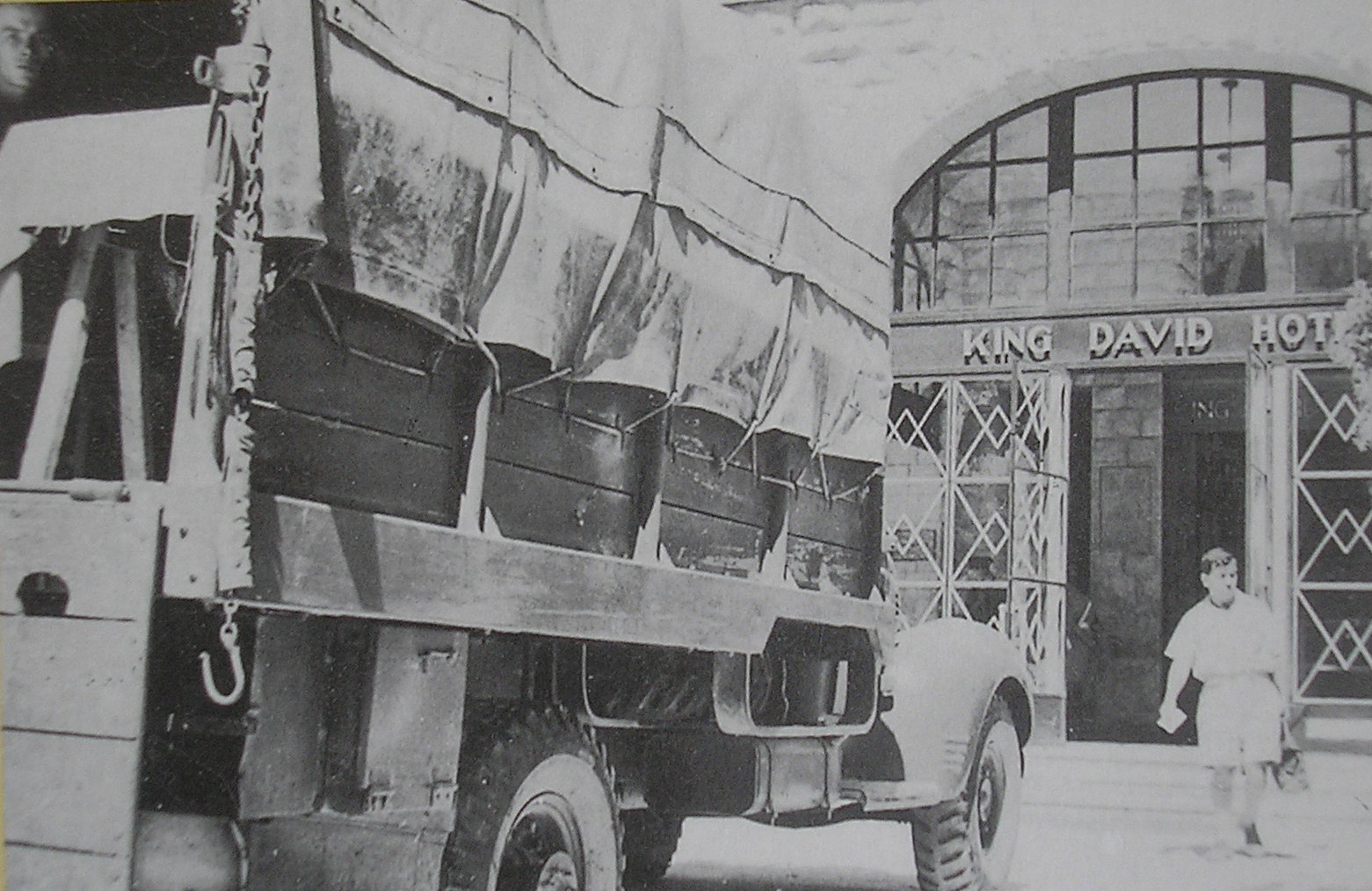
Départ des Britanniques de l'hôtel, 1948.

L'attaque contre l'hôtel King David n'empêche pas les progrès vers un accord américano-britannique sur la Palestine, qui en est alors dans sa phase finale. Dans une lettre datée du 25 juillet 1946, le Premier ministre Atlee écrit au président Truman : 

« Je suis sûr que vous êtes d'accord que le crime inhumain commis à Jérusalem le 22 juillet appelle une action énergique contre le terrorisme, mais par respect aux souffrances des innocentes victimes juives du nazisme, cela ne doit pas nous dissuader de concevoir une politique permettant de ramener la paix en Palestine dans les plus brefs délais. »

### La controverse
Le 22 juillet 2006, des Israéliens de droite, comprenant l'ancien Premier ministre Benjamin Netanyahu et plusieurs anciens membres de l'Irgoun, décident de célébrer le soixantième anniversaire de l'attentat au Centre Menahem Begin. 
L'ambassadeur britannique à Tel-Aviv et le consul général à Jérusalem se disent profondément choqués : « Nous ne pensons pas qu'il soit convenable de commémorer un acte de terrorisme qui a provoqué la mort de nombreuses personnes. » Ils protestent aussi contre une plaque commémorative mentionnant que « les personnes sont mortes car les Britanniques ont ignoré l'avertissement qu'ils avaient reçu. » Pour eux, ce n'est pas la vérité et cela n'absout en rien les poseurs de bombes. 
Après des tractations, le texte de la plaque est légèrement modifié et indique : « pour des raisons connues uniquement des Britanniques, l'hôtel n'a pas été évacué. »

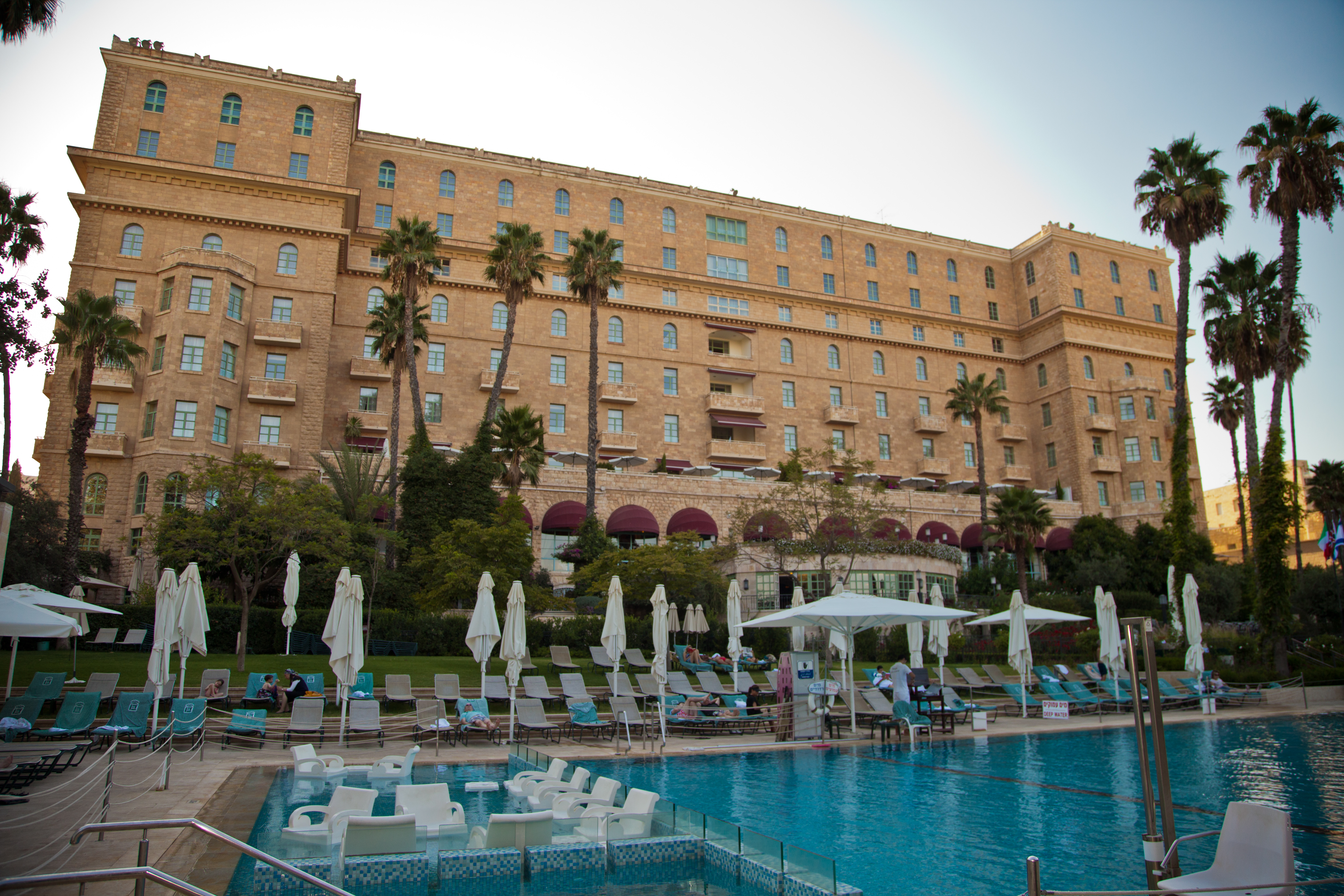
L'hôtel et sa piscine en 2012.

## L'hôtel King David de nos jours
En 1957, la famille Federman rachète l'hôtel et reconstruit l'aile détruite, rajoute deux étages supplémentaires et le rénove complètement intérieurement pour le remettre aux nouvelles normes de standing. L'hôtel possède 200 chambres et est membre de l'association des hôtels de luxe « The Leading Hotels of the World ». 
De très nombreuses personnalités étrangères, du monde du spectacle ou de la politique séjournent régulièrement à l'hôtel. 
En 1977, lors de son premier séjour en Israël, le président égyptien Anouar el-Sadate réside à l'hôtel et de nombreuses réunions se tiennent dans les différentes salles entre diplomates égyptiens et diplomates israéliens, conduisant au processus de paix entre l'Égypte et Israël. 

## Galerie

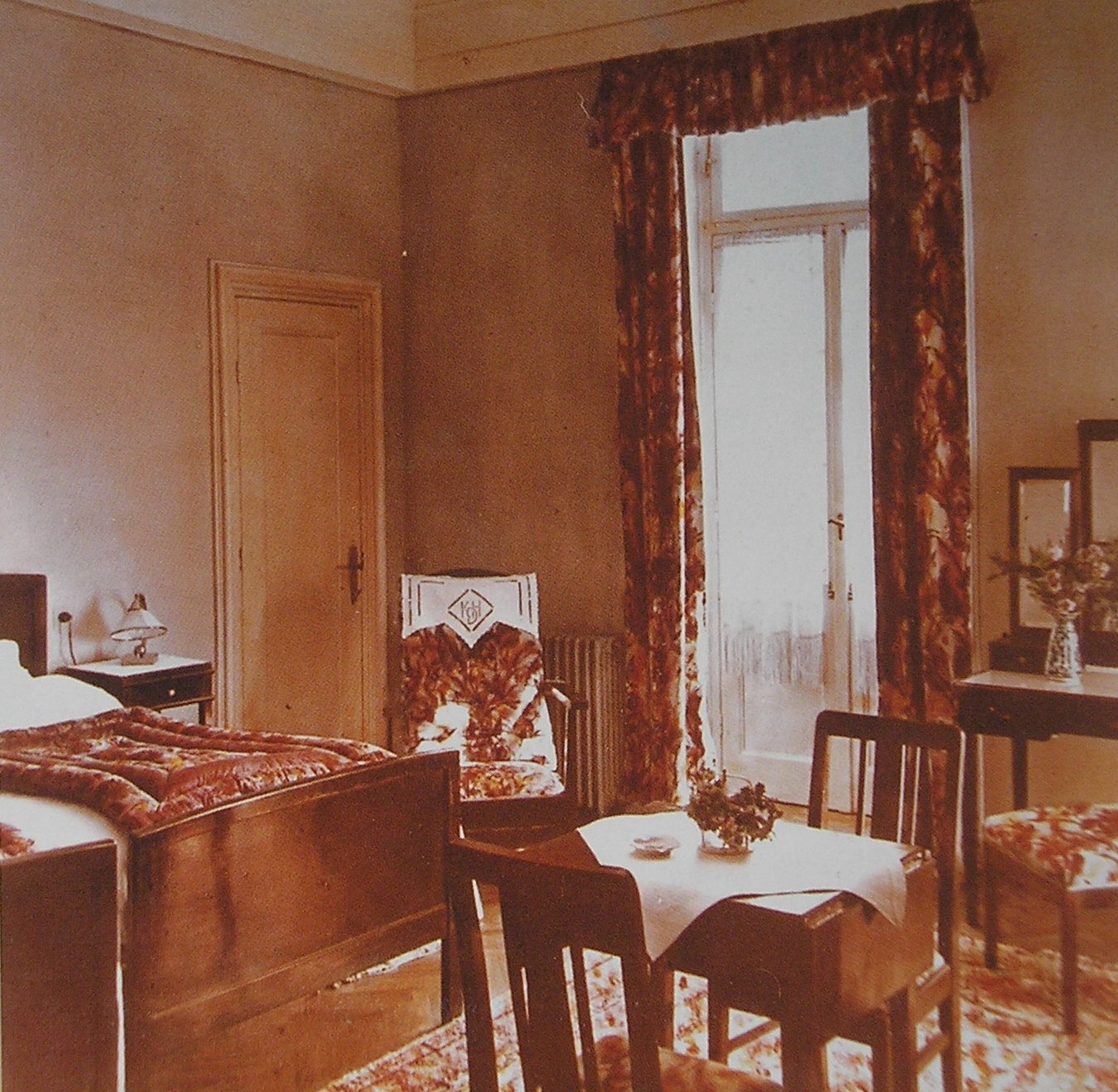
Une simple chambre du King David, vers 1930.
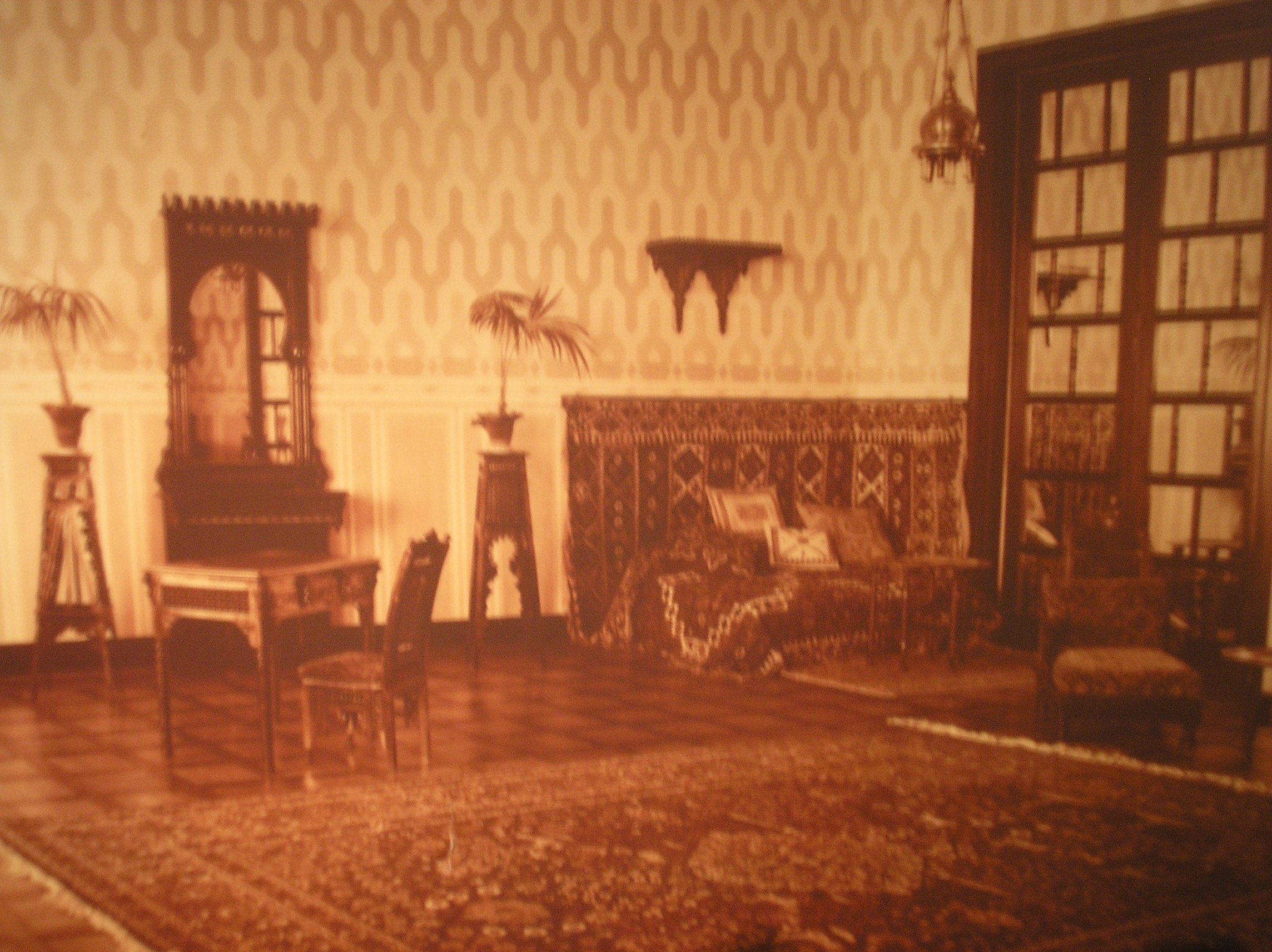
Une chambre à la décoration orientale devant donner le sentiment de visiter un palais turc, 1930.
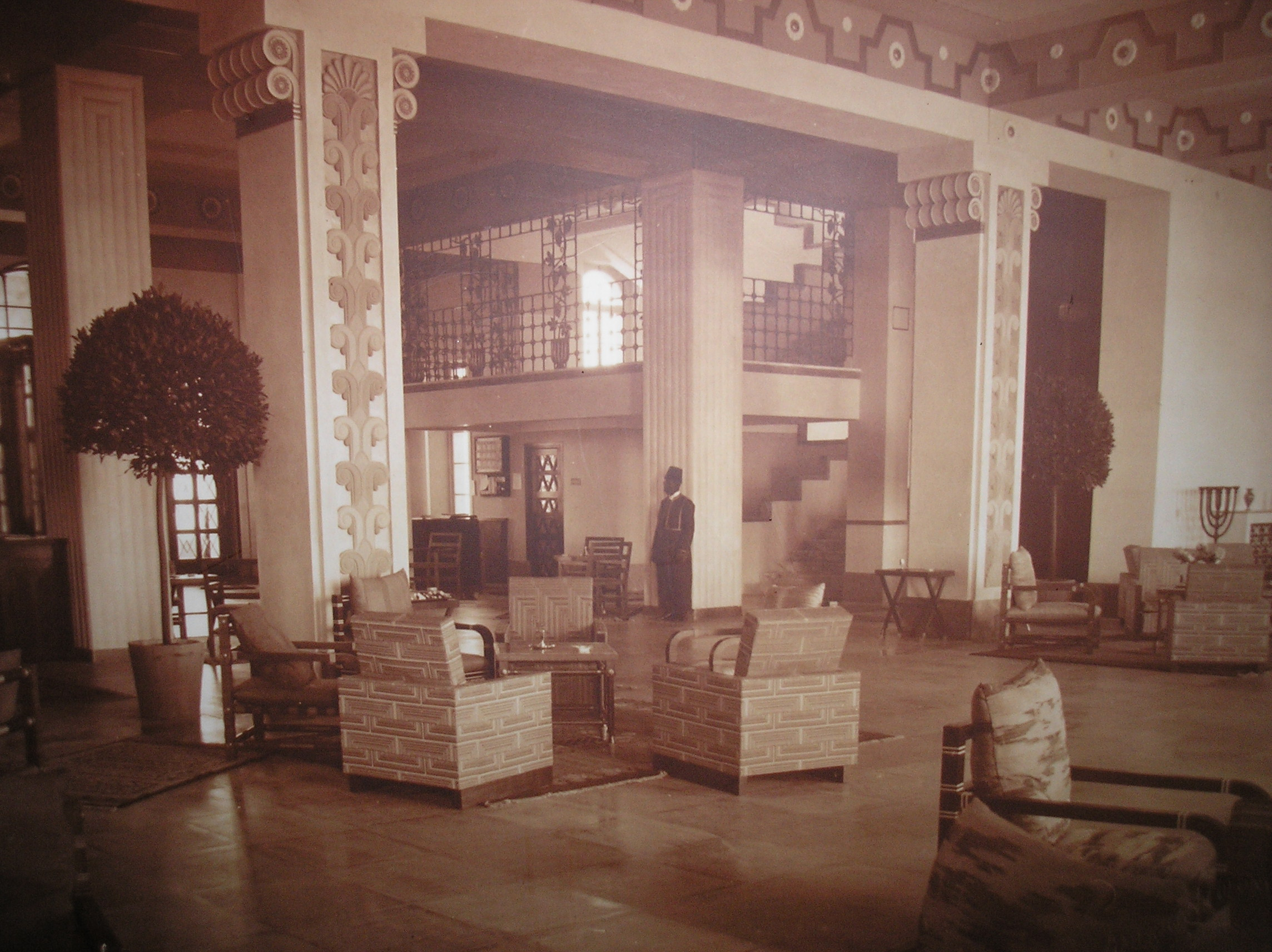
Le hall du salon : les frises du décor rappellent les cèdres du roi Salomon. Années 1930.
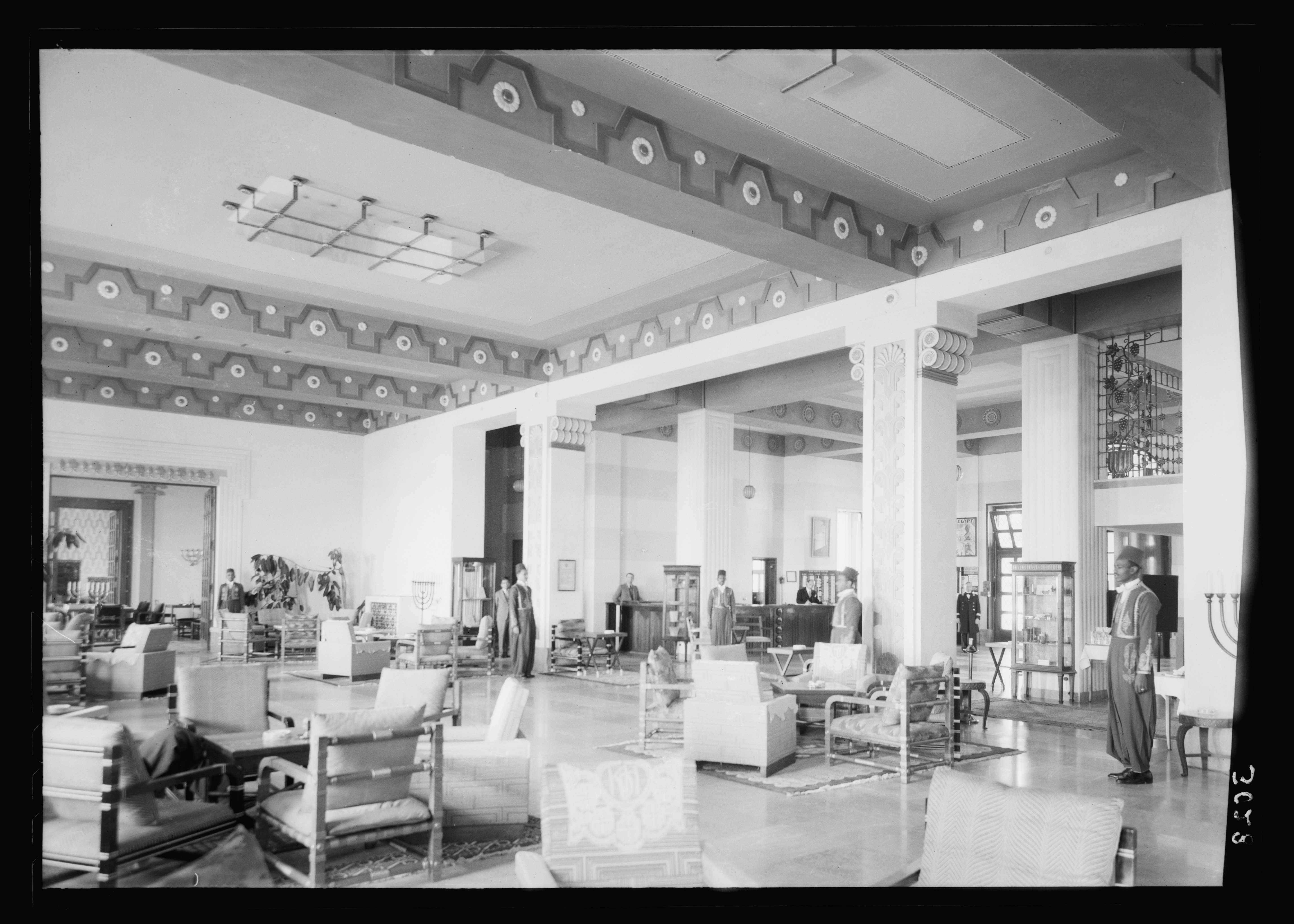
Le salon principal de l'hôtel dans les années 1930.
Autre vue du salon. Photo prise après 1931.
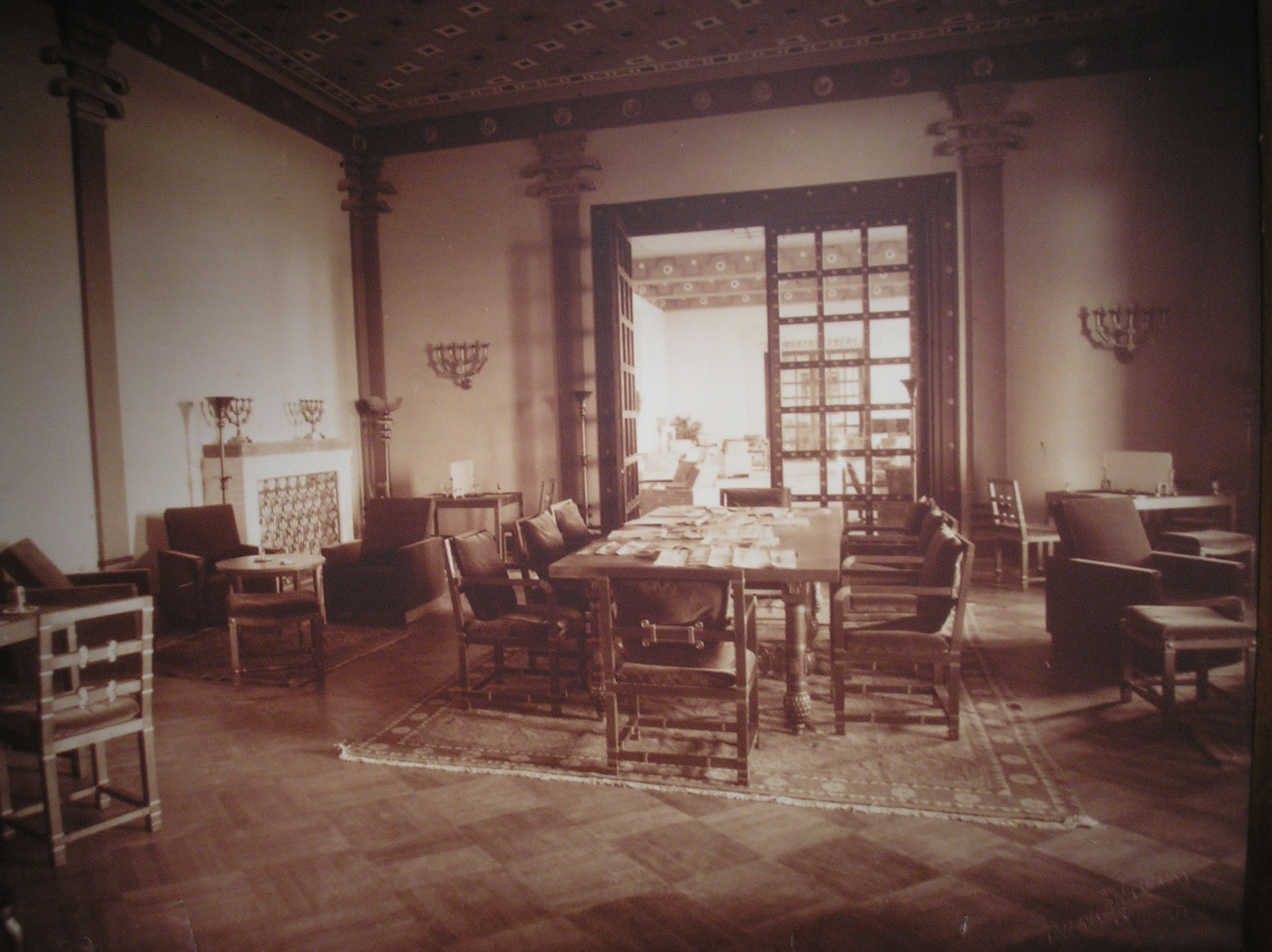
Sol et piliers en bois imitation cèdre du répertoire phénicien. Années 1930.
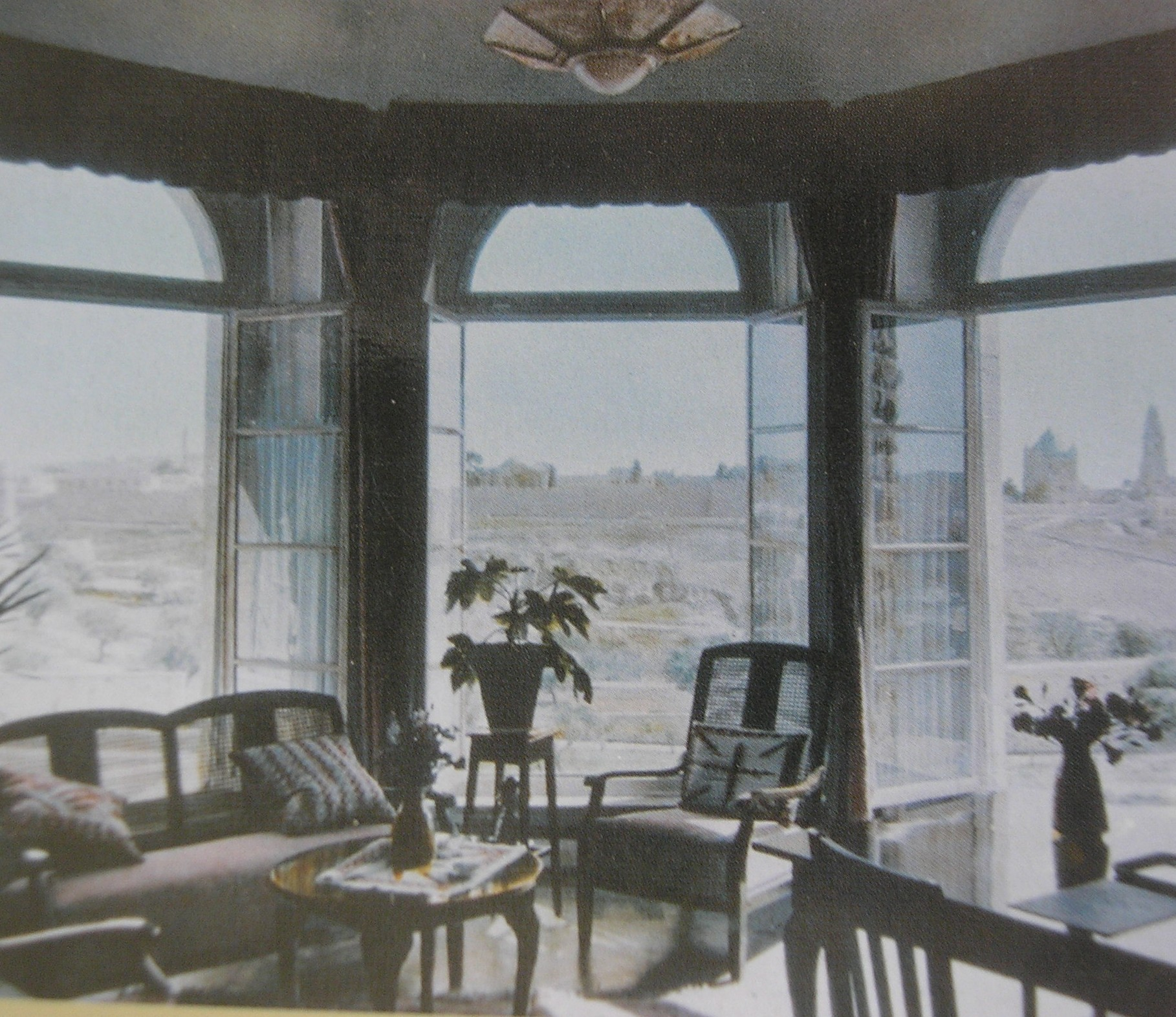
Une suite donnant sur la Vieille ville fortifiée, la montagne de Sion et l'église de la Dormition. Années 1930.
Un banquet en 1939.
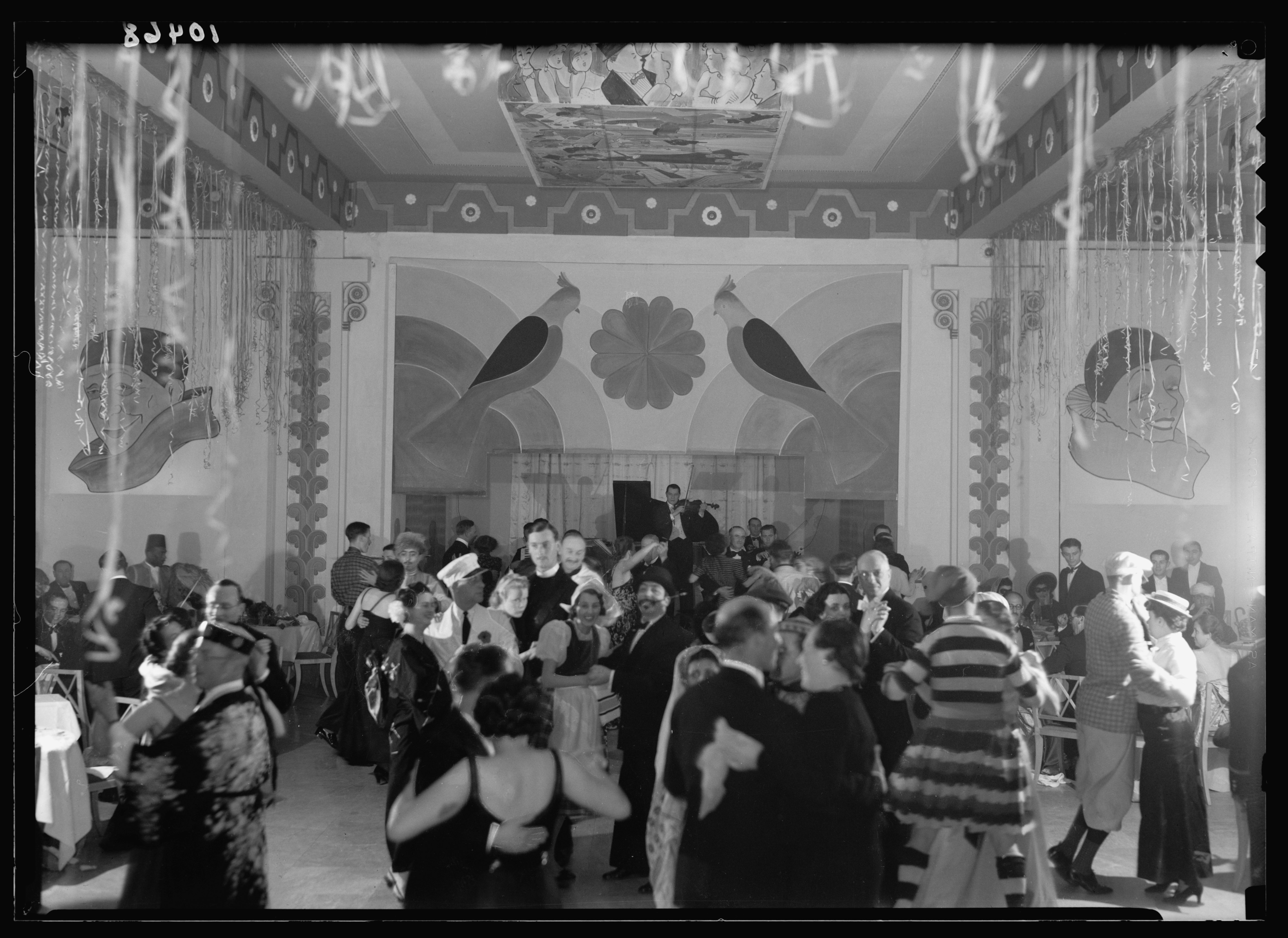
Lors d'une soirée déguisée en 1939.
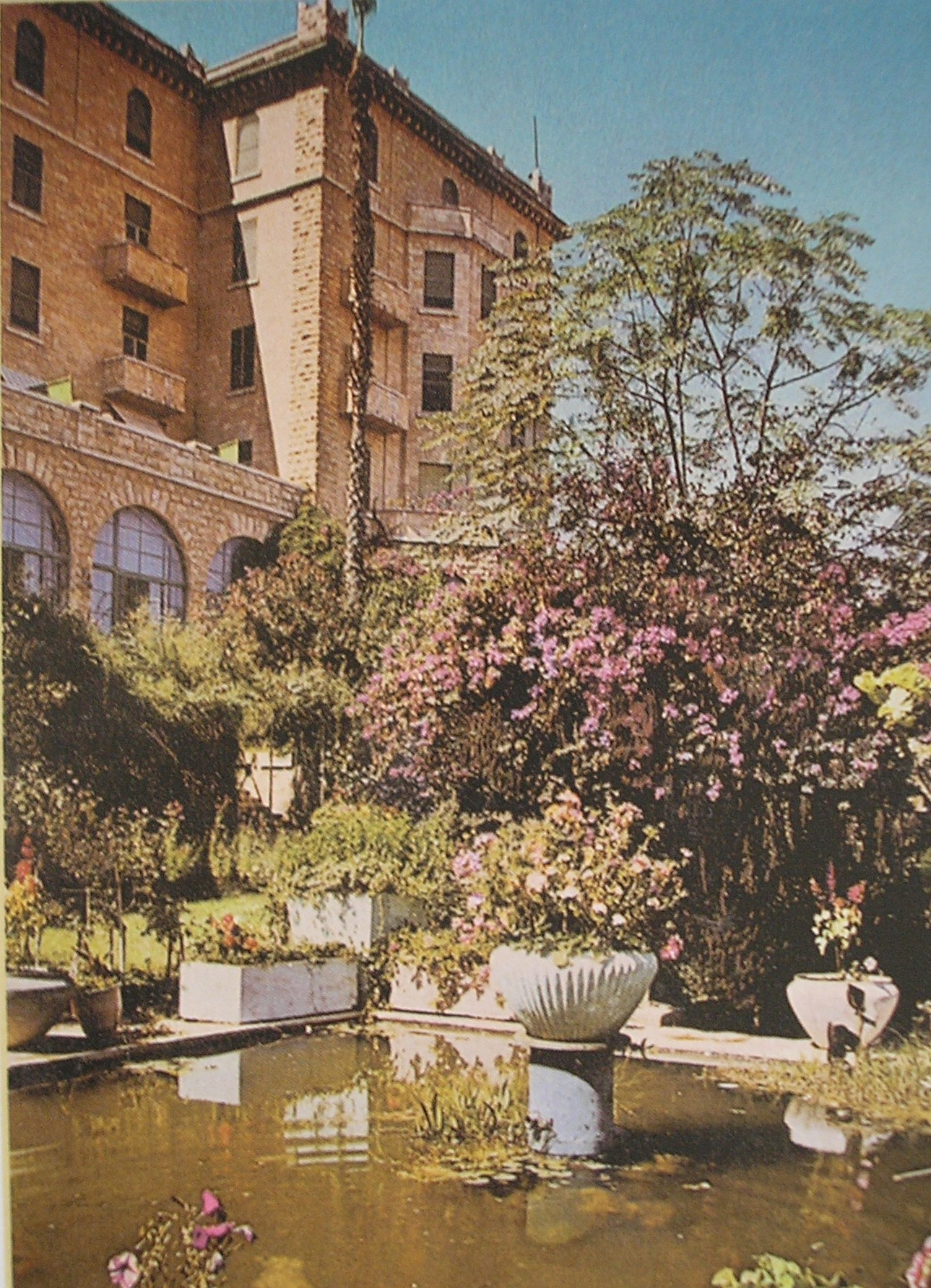
Jardins de l'hôtel King David dans les années 1940.
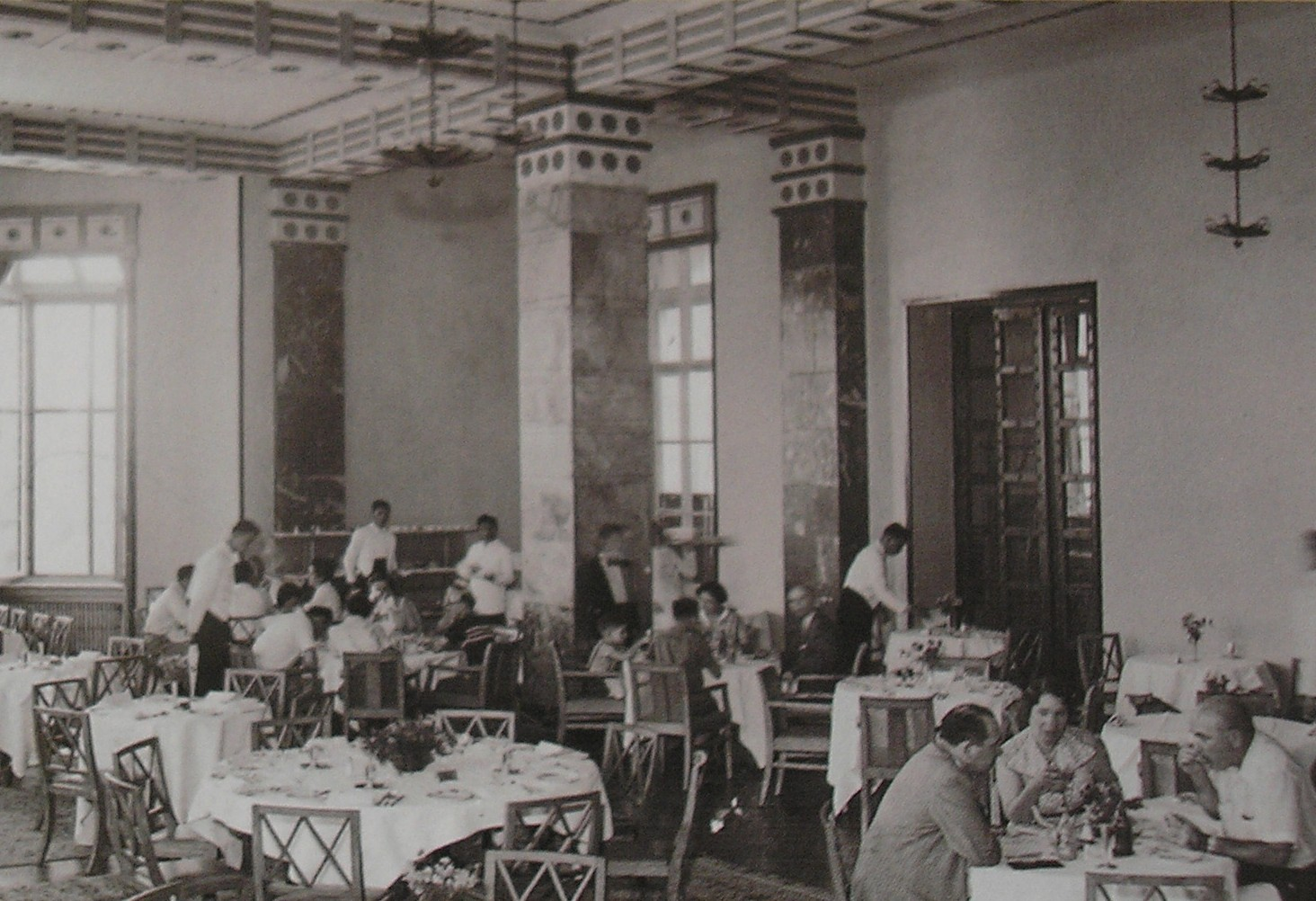
Le restaurant vers 1950.
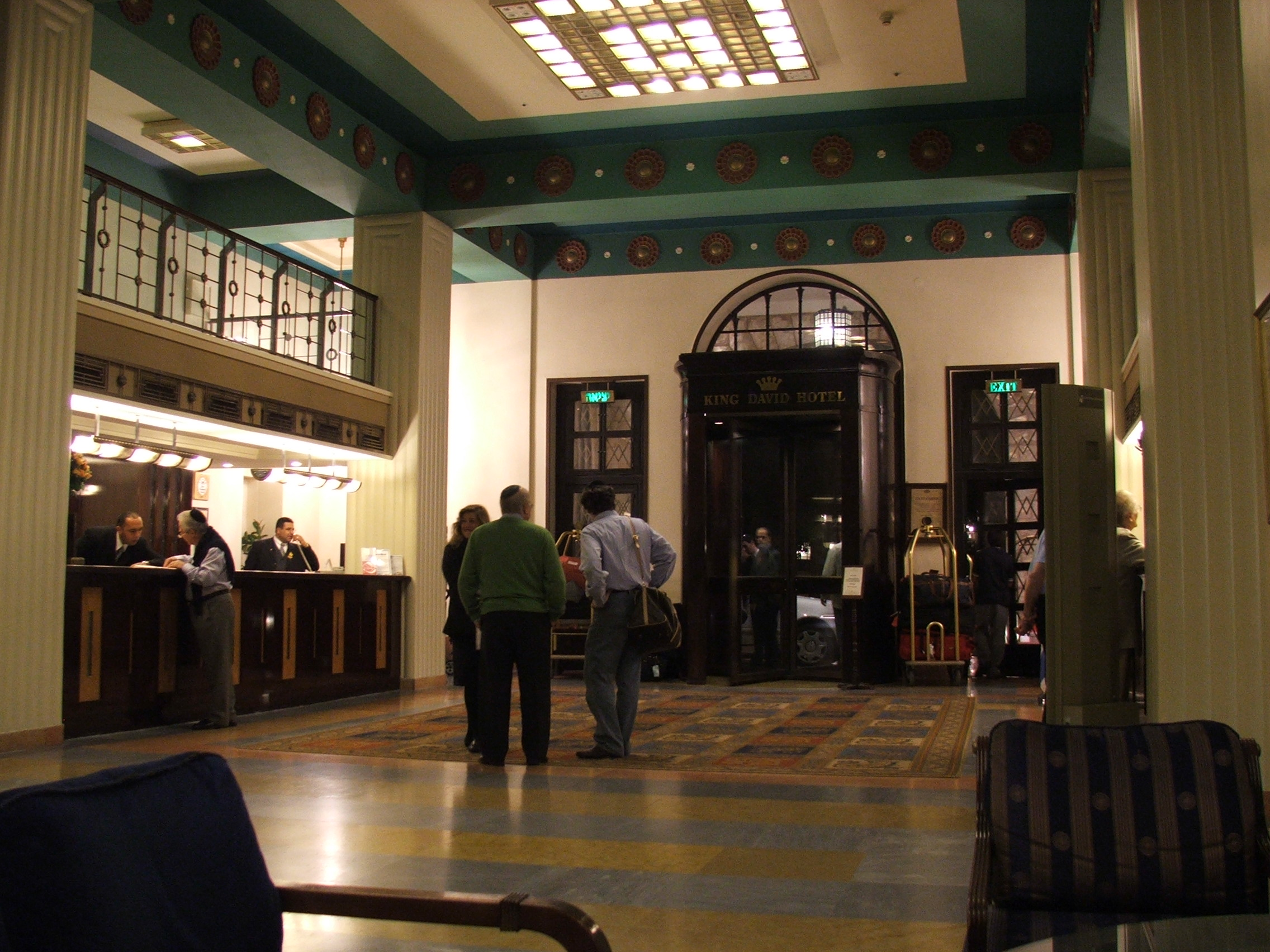
Le hall d'entrée en 2006.
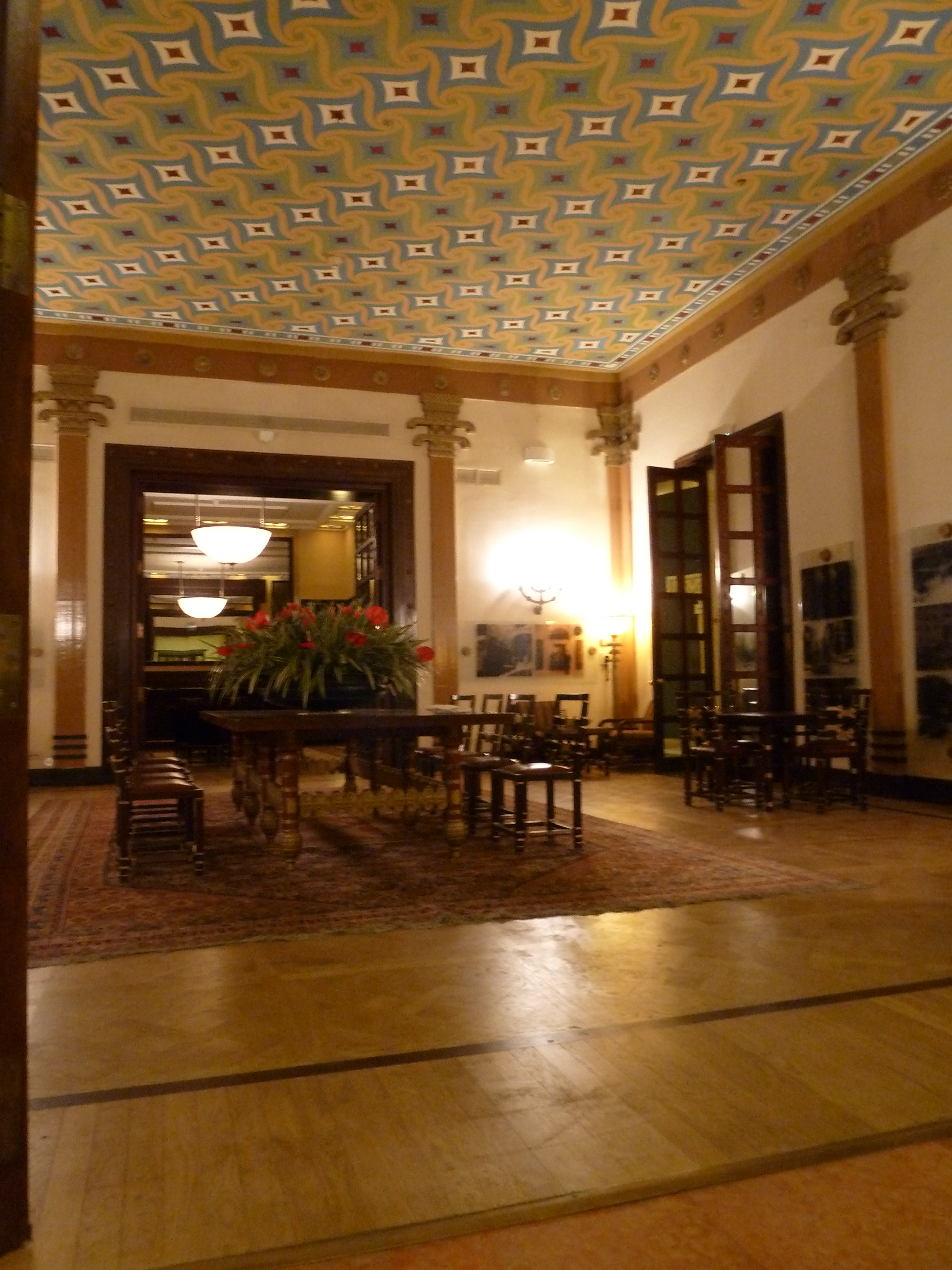
Intérieur de salle en 2012.
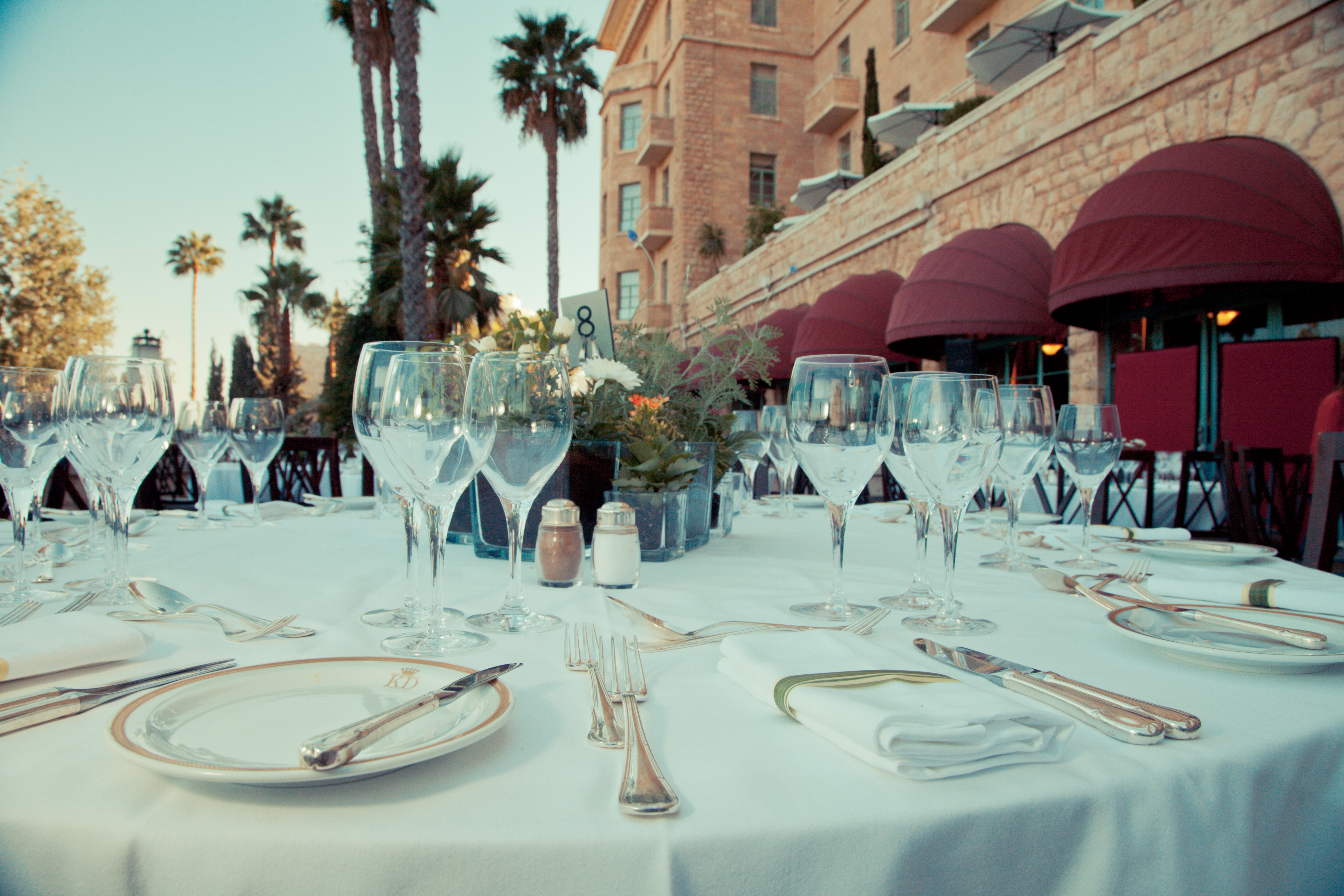
Dîner en terrasse, 2012.
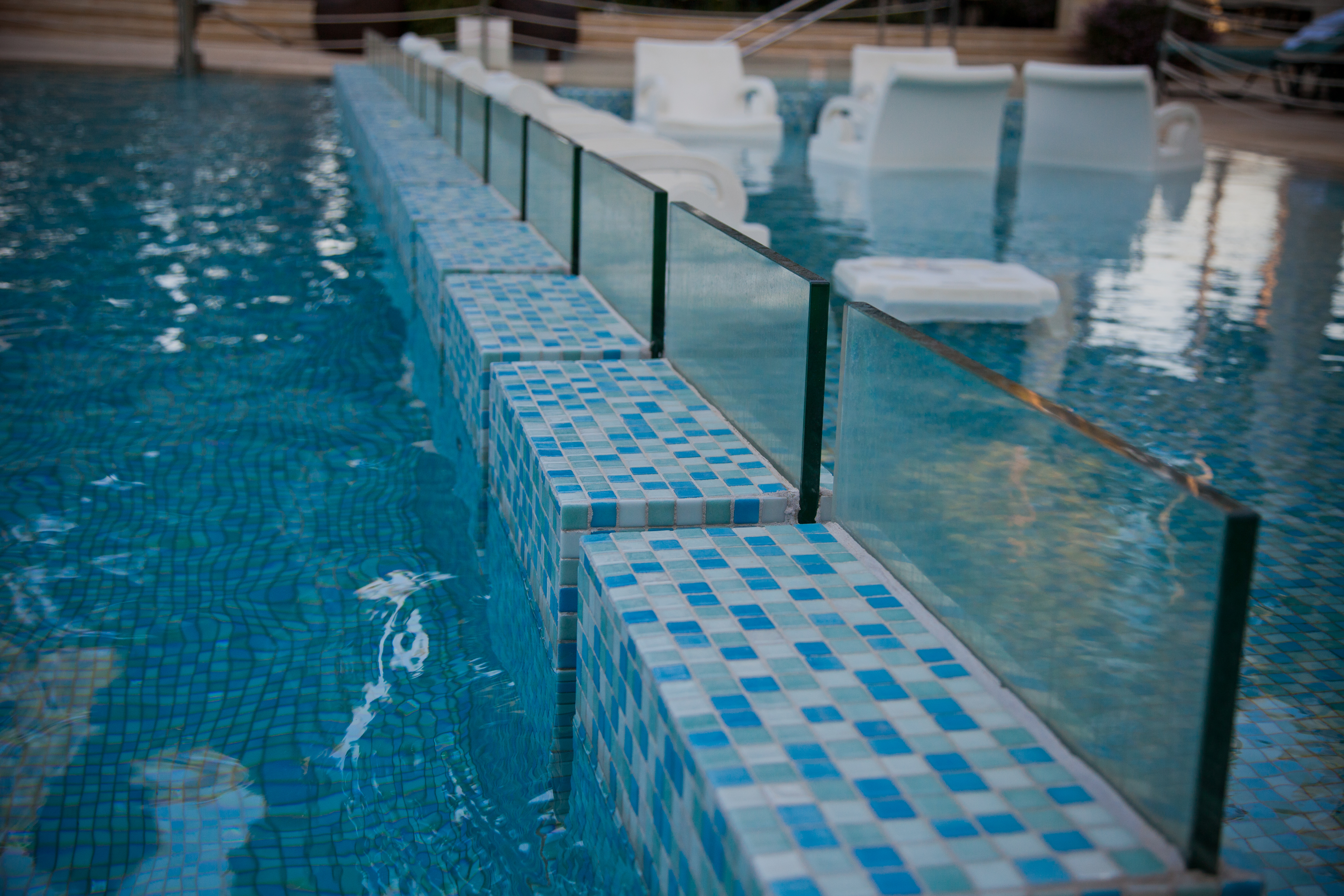
La piscine de l'hôtel.